# File batch
Một file batch là một tệp văn bản chứa một chuỗi các lệnh cho hệ điều hành máy tính. Nó gói gọn nhiều lệnh vào một tệp và được tạo cho các chuỗi lệnh mà người dùng sử dụng nhiều lần. Khi một file batch chạy, một chương trình shell sẽ đọc file và thực thi từng dòng lệnh của nó. Các tập tin hàng loạt chạy một chuỗi các thực thi tự động.
Trong một hệ điều hành đĩa, một tệp bó có phần mở rộng.BAT, trong khi ở hệ điều hành dựa trên UNIX, các tệp bó được gọi là tập lệnh shell. Trong hệ điều hành máy ảo máy tính lớn của IBM, các tệp bó có phần mở rộng.EXEC.